# 이치카와시오하마역
이치카와시오하마역(일본어: 市川塩浜駅, いちかわしおはまえき)은 일본 지바현 이치카와시에 있는 철도역이다.

## 타는 곳
| 1 | 게이요선                 | 가이힌마쿠하리・소가 방면                             |
| 1 | 무사시노선으로 직결 운행 | 니시후나바시・신마쓰도・무사시우라와・후추혼마치 방면 |
| 2 | 게이요선                 | 마이하마・신키바・도쿄 방면                           |

## 역세권 정보
- 국도 제357호선
- 도쿄 만
- 수도고속도로 완간 선 지도리초 나들목

## 역사
- 1988년 12월 1일: 영업 개시.

## 사진

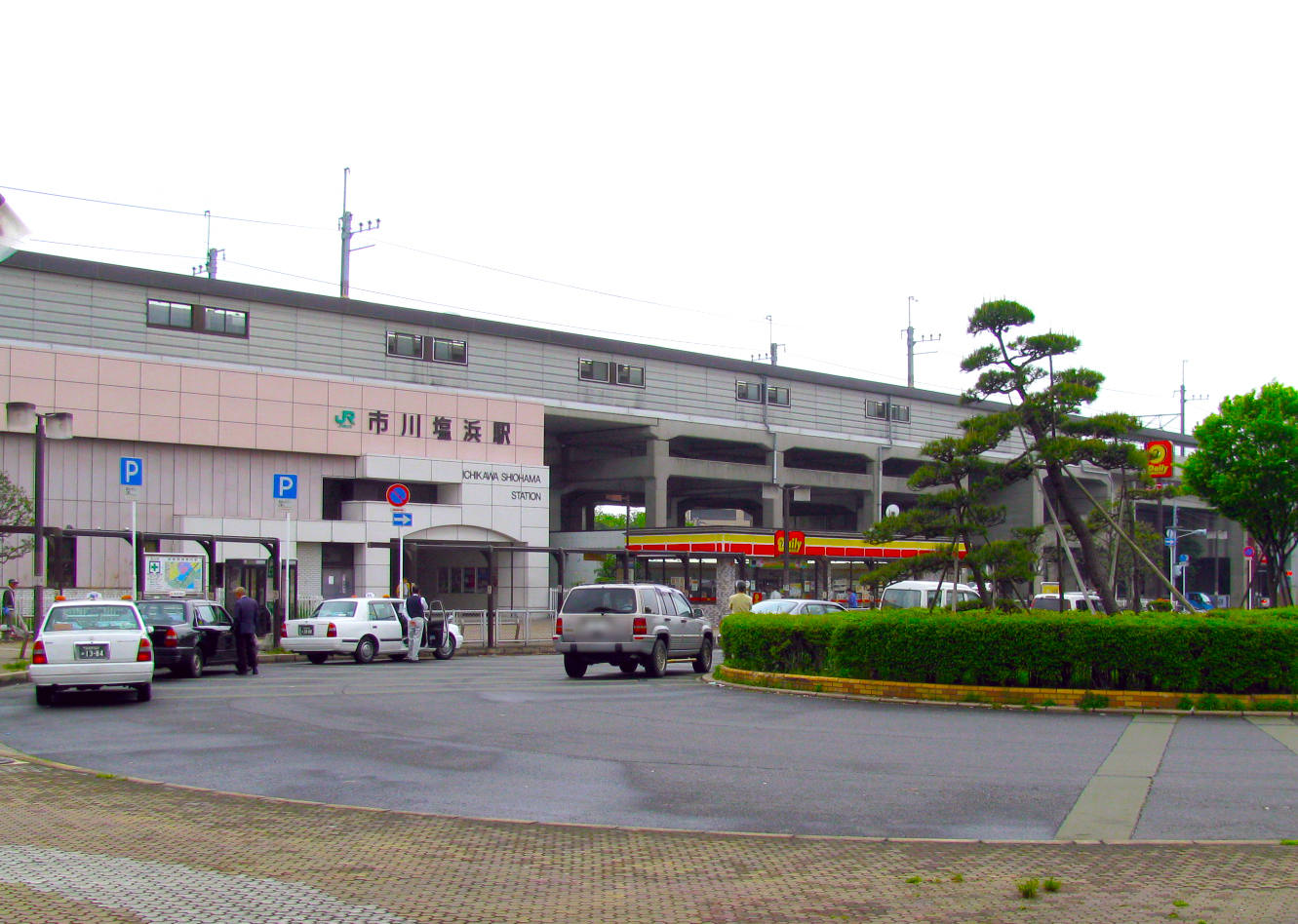
북쪽 모습
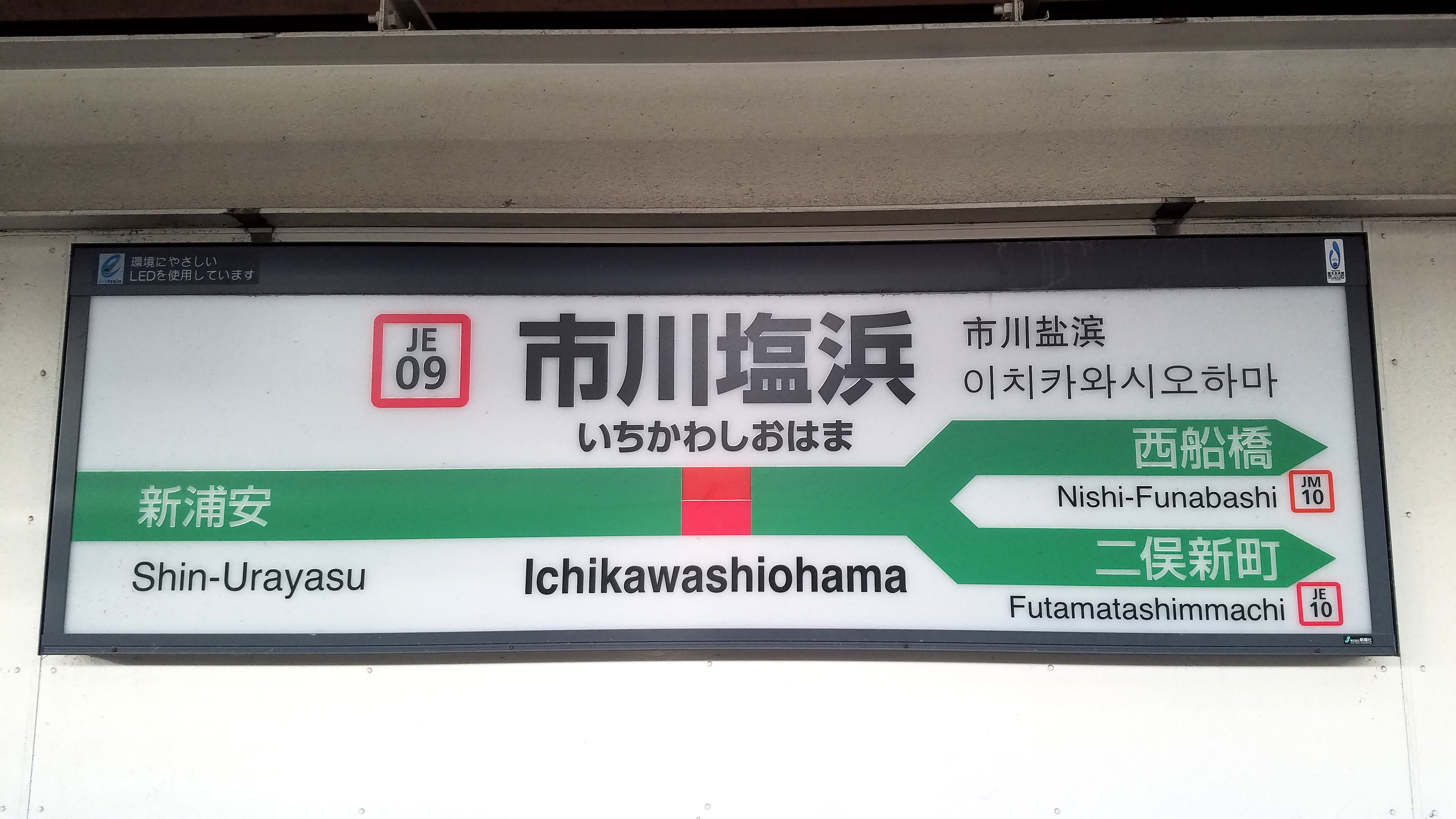
역명판(2022년 1월)

## 인접역
| 동일본 여객철도 ■ 게이요 선 | 동일본 여객철도 ■ 게이요 선 | 동일본 여객철도 ■ 게이요 선 |
| --------------------------- | --------------------------- | --------------------------- |
| 신우라야스 도쿄 방면        | 각역정차                    | 후타마타신마치 소가 방면    |